# Marco Boato
Marco Boato (Venezia, 27 luglio 1944) è un politico italiano.
È stato deputato alla Camera per 5 legislature (VIII, XI, XIII, XIV e XV) e senatore della Repubblica nella X legislatura.
Già membro del consiglio di presidenza della Federazione dei Verdi, è stato membro del consiglio federale nazionale del partito.
Dal 10 luglio 2021 è, insieme a Fiorella Zabatta, presidente del consiglio federale di Europa Verde.

## Biografia

### Inizi nell'estrema sinistra
Nato a Venezia, ma trentino di adozione, si è laureato in sociologia, partecipò alla contestazione studentesca del Sessantotto che ebbe origine dall'occupazione della facoltà di sociologia di Trento. Proprio nella facoltà di sociologia nel 1969 fondò, assieme ad Adriano Sofri, Paolo Sorbi, Mauro Rostagno, Guido Viale, Paolo Brogi e Giorgio Pietrostefani il movimento politico comunista Lotta Continua.
Cristiano progressista, nel 1973 fu tra i promotori dell'organizzazione politica e culturale Cristiani per il Socialismo.
Successivamente passò al Partito Radicale di Marco Pannella, che abbandonò per dare vita alla Federazione delle Liste Verdi, che poi confluì nel 1990 nella Federazione dei Verdi.

### Attività parlamentare

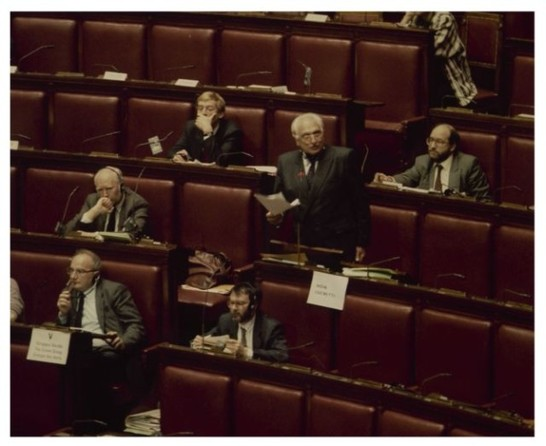
Boato assieme a Marco Pannella alla Conferenza dei parlamentari della Comunità europea del 1990

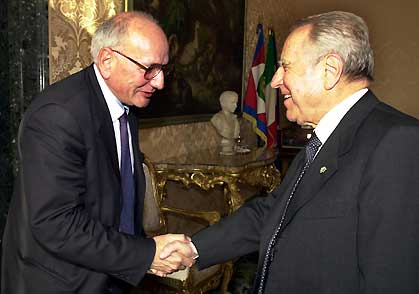
Marco Boato con il Presidente della Repubblica Carlo Azeglio Ciampi nel suo studio al Quirinale nel 2001

Alle elezioni politiche del 1987 viene candidato al Senato della Repubblica, ed eletto senatore per una lista congiunta tra le Liste Verdi, Partito Socialista Italiano, Partito Socialista Democratico Italiano e Partito Radicale, i cui eletti in Parlamento espressero il «Gruppo Federalista Europeo Ecologista».
Dissoltosi il PSI dopo lo scandalo di Tangentopoli e subentrata la «Seconda Repubblica», nella XIII legislatura come deputato dei Verdi ha proposto un disegno di legge sulla libertà religiosa ed è stato il primo firmatario della mozione a difesa del Partito Radicale Transnazionale dalla richiesta di espulsione dall'ECOSOC avanzata dalla Russia di Vladimir Putin: la mozione fu approvata l'11 ottobre 2000 dalla maggioranza assoluta dei componenti della Camera dei deputati.
Rieletto in Parlamento nella XIV legislatura, è stato capogruppo del gruppo parlamentare misto alla Camera, mentre nella XV legislatura ha ricoperto l'incarico di Segretario di Presidenza ed è stato componente della I Commissione, Affari Costituzionali.

Detiene il record per il discorso più lungo tenuto nella storia della Camera dei deputati italiana, per l'intervento che pronunciò nel 1981 della durata di oltre 18 ore: si trattava di un discorso di 18 ore e 5 minuti contro la proroga di un anno del fermo di polizia previsto dal dl Cossiga.
Alle elezioni politiche del 2001 viene ricandidato nel collegio uninominale di Rovereto, sostenuto dalla coalizione di centro-sinistra L'Ulivo in quota Girasole (lista elettorale che univa i Verdi con i Socialisti Democratici Italiani di Enrico Boselli), dove viene riconfermato deputato alla Camera con il 50,84% dei voti contro i candidati della Casa delle Libertà Marco Zenatti (42,1%) e Andrea Peroni della Lista Di Pietro (7,07%). Nel corso della XIV legislatura è stato componente della Giunta per il regolamento, della Commissione parlamentare per le questioni regionali e della 1ª Commissione Affari Costituzionali, della Presidenza del consiglio e interni, mentre l'unica proposta andata effettivamente in Gazzetta Ufficiale è stata la legge Boato, di attuazione del nuovo articolo 68 della Costituzione Italiana. Il provvedimento, oltre a estendere l'insindacabilità dei membri del Parlamento, prevedeva l'obbligo per i magistrati di distruggere tutte le intercettazione telefonica su utenze di privati che parlano con i parlamentari e tutti i tabulati telefonici degli apparecchi dei parlamentari (a meno che il Parlamento non conceda l'autorizzazione di utilizzare il materiale). In merito alla legge il giurista Franco Cordero la definì «una mostruosità», «uno sgorbio normativo» che ha «contraffatto la procedura penale» a opera di «ignoranti chierici del garantismo bicamerale», «norma indecorosa, scritta con i piedi, grossolanamente invalida». La norma è stata sonoramente bocciata dalla Corte costituzionale nel 2007. Nella stessa legislatura firmò un emendamento che consentiva il rientro in servizio dei dipendenti pubblici sospesi o autopensionati in seguito a processi penali finiti con l'assoluzione. A beneficiare di questa legge fu il giudice Corrado Carnevale, dimessosi nel 2001 dopo una condanna per concorso esterno in associazione mafiosa e successivamente assolto in Cassazione.
Nel 2013 entra a far parte della direzione del nuovo soggetto ecologista di Monica Frassoni Green Italia.
Nel 2021 aderisce alla confluenza dei verdi in Europa Verde come partito, di cui il 10 luglio viene eletto co-presidente del Consiglio federale.

### Prese di posizione
Le sue proposte di legge, avanzate in sede di Bicamerale D'Alema, sono note col nome di «bozze Boato» e prevedevano la separazione delle carriere tra i magistrati, l'abolizione dell'obbligatorietà della pena e la riduzione dei poteri del pubblico ministero. Un'altra proposta contenuta nelle «bozze» fu il ddl Boato di modifica dell'articolo 87, collegato al caso Sofri-Bompressi, che concedeva al Presidente della Repubblica il diritto esclusivo di concedere la grazia, cosa poi concessa per pronuncia della Corte costituzionale nel caso dello stesso Bompressi.
Stefano Rodotà commentò in maniera allarmata le proposte della Bicamerale, sottolineando che in essa «non ha soffiato affatto alcuno spirito costituente», e aggiungendo che i: «costituenti vedevano nella magistratura un corpo di garanzia. I nuovi costituenti la considerano un corpo potenzialmente deviante, una categoria sospetta e pericolosa. Così la sua autonomia viene complessivamente depotenziata. L'intera giurisdizione viene attratta nell'orbita della politica. Proprio mentre un potere politico, che tende a essere sempre meno controllabile nelle sedi parlamentari, richiederebbe un controllo di legalità il più forte e indipendente possibile. Questa non è una seria e meditata riforma costituzionale. È un regolamento di conti della classe politica contro la magistratura».
Nel corso del suo ultimo mandato parlamentare Boato ha presentato due proposte di legge a favore dell'amnistia: la prima proposta prevedeva la cancellazione delle condanne «non superiori nel massimo a cinque anni» (compresa la corruzione), mentre la seconda prevedeva di cancellare le pene fino a tre anni. Il 19 luglio 2006 votò contro la richiesta di arresto dei giudici di Bari per Raffaele Fitto, e nel 2007 ha osteggiato la proposta di Pier Ferdinando Casini in commissione Affari costituzionali in merito al test antidroga a cui i parlamentari dovrebbero sottoporsi. Con un voto unito da parte della maggioranza a favore dell'emendamento di Boato, la proposta è stata bocciata.

## Posizioni politiche

### Rapporto tra politica e magistratura
Boato si è distinto per le sue risolute posizioni a favore dei politici implicati in vicende giudiziarie. Infatti nel 1988, in seguito agli arresti di Ovidio Bompressi, Giorgio Pietrostefani e Adriano Sofri per l'omicidio Calabresi (chiamati in causa da Leonardo Marino), accusò i carabinieri e magistrati milanesi di aver architettato un mega-complotto contro Lotta Continua: tutti gli indagati saranno ritenuti colpevoli da due sentenze della Corte suprema di Cassazione (processo principale e quello di revisione).
Nel 1993 attaccò il pool di Mani pulite che, in base alla legge italiana, arrestarono per falsa testimonianza il democristiano Enzo Carra (poi condannato con sentenza definitiva). Nel corso degli anni Boato ha mantenuto fede a questa linea votando in Parlamento contro l'arresto di Cesare Previti (accusato di corruzione in atti giudiziari nel 1998) e Marcello Dell'Utri (per fatti di mafia ed estorsione nel 1999), entrambi esponenti di spicco in Forza Italia.
Nel 1999 propose un'amnistia per i reati di Tangentopoli, anche se preferì chiamarla «soluzione politica per Tangentopoli che si faccia carico di tutte le emergenze, anche quella di Craxi».

## Procedimenti giudiziari
Citato in giudizio dal giudice Guido Salvini per dichiarazioni oltraggiose, diffamatorie e calunniose nei suoi confronti rese durante il processo contro Sofri e altri ex militanti di Lotta Continua, Marco Boato è stato dichiarato insindacabile dal Senato il 31 gennaio 2001 ai sensi dell'articolo 68 della Costituzione italiana: dopo che la seconda sezione civile della Corte d'appello di Milano, il 5 febbraio 2003, ha impugnato questa declaratoria del Senato, la Corte costituzionale l'ha annullata con sentenza n. 329 del 13 ottobre 2006.

## Opere
- Alexander Langer. Costruttore di ponti, Brescia, La Scuola, 2015, ISBN 978-88-3504-308-9.